# Luciano Bianciardi
Luciano Bianciardi (Grosseto, 14 dicembre 1922 – Milano, 14 novembre 1971) è stato uno scrittore, giornalista, traduttore, bibliotecario, attivista e critico televisivo italiano.
Contribuì significativamente al fermento culturale italiano nel dopoguerra, collaborando attivamente con varie case editrici, riviste e quotidiani. La sua opera narrativa è caratterizzata da punte di ribellione verso l'establishment culturale, a cui peraltro apparteneva, e da un'attenta analisi dei costumi sociali nell'Italia del boom economico, tanto che alla finzione narrativa si mescolano spesso brani saggistici che sfociano sovente nella sociologia.

## Biografia

### L'infanzia e l'adolescenza
La figura della madre non deve essere stata sempre positiva, se Bianciardi la ricorda anche con queste parole: «sono stato suo alunno, prima che figlio, per la bellezza di trentadue anni. È come avere una "maestra a vita", e le maestre a vita non sono comode». Adele Guidi, insegnante elementare, esigette infatti sempre dal figlio l'eccellenza negli studi, al punto da rendergli affannosi anche gli anni del liceo. Al contrario il padre, Atide Bianciardi, cassiere alla Banca Toscana, instaurò con lui un rapporto di parità, arrivando a chiamarlo "amico" fin da piccolo («e ogni volta ne ero orgoglioso»).
Da bambino studiò violoncello, lingue straniere, ed era già un lettore accanito: a 8 anni (nel 1930) ricevette il libro che considerò sempre il suo preferito e che fu la fonte della sua passione per il Risorgimento, I Mille di Giuseppe Bandi, storia della spedizione dei Mille raccontata dalla viva voce di un garibaldino.
Frequentò il ginnasio e poi il liceo classico al Carducci-Ricasoli di Grosseto, vivendo però quegli anni di studio con notevole disagio, all'affannosa rincorsa del riconoscimento di "primo della classe", «senza peraltro capire niente di quello che studiavo. La retorica imperversava anche nell'insegnamento della letteratura italiana». Nel 1940, dopo la promozione alla terza liceo, tentò direttamente l'esame di maturità senza frequentare l'ultimo anno: lo passò in autunno, quando era ormai scoppiata la guerra, e a novembre si iscrisse alla Facoltà di Lettere e Filosofia di Pisa ed entrò nella Scuola Normale Superiore, dove continuò a studiare senza sosta.

### L'università e la seconda guerra mondiale
La sua breve esperienza universitaria nel Liberalsocialismo rimase una parentesi isolata:
Alla fine del gennaio 1943 venne arruolato:
Infatti, dopo un rapido addestramento come allievo ufficiale, Bianciardi venne inviato in Puglia, dove fu testimone, il 22 luglio, di uno dei bombardamenti di Foggia. Dopo l'armistizio di Cassibile si aggregò a un reparto britannico come interprete e risalì la penisola fino a Forlì; quindi tornò a Grosseto nell'autunno 1944.
A novembre partecipò al concorso riservato ai reduci per riprendere gli studi alla Normale, e nel febbraio del 1948 si laureò in Filosofia con una tesi su John Dewey. Intanto nell'autunno del 1945 si era iscritto al Partito d'Azione: «mi pare però di poter dire che fu un altro tentativo di governo (l'ultimo?) della piccola borghesia intellettuale. Cadde per le contraddizioni interne e per l'incapacità ormai accertata del nostro ceto, privo di contatti con gli strati operai e quindi largamente disposto a tutti gli sterili intellettualismi ed alla costruzione gratuita di problemi astratti». Quando il partito si sciolse nel 1947, provò una forte delusione, tanto da non iscriversi più ad alcuna organizzazione politica.
Si sposò con Adria Belardi ad aprile del 1948. A ottobre dell'anno successivo diventò padre per la prima volta, quando nacque il figlio Ettore:

### L'attivismo culturale e i minatori di Ribolla
Fu professore di inglese in una scuola media, poi professore di storia e filosofia al liceo che aveva frequentato da giovane. Nel 1951 assunse la direzione della Biblioteca Chelliana di Grosseto, bombardata durante il conflitto e ulteriormente danneggiata dall'alluvione del 1944. In questa nuova veste lanciò il "Bibliobus", un furgone che portava i libri nella campagna, dove altrimenti non sarebbero mai arrivati. Si occupò anche di un cineclub, organizzò cicli di conferenze e dibattiti, partecipò con Carlo Cassola alla creazione del movimento di Unità Popolare e si schierò contro la "Legge truffa" del 1953. Cominciò un periodo di intense collaborazioni, inizialmente sulla stampa locale poi su testate più importanti, come Belfagor e Avanti!, nel 1953 su Il Mondo, nel 1954 su Il Contemporaneo.
Insieme con l'attività di pubblicista, iniziò a interessarsi alle lotte operaie, e soprattutto ai minatori del grossetano. Con l'amico Cassola realizzò un'inchiesta per l'Avanti!, I minatori della Maremma, pubblicata in volume nel 1956 dall'editore Laterza. L'inchiesta denunciò le dure condizioni di vita dei lavoratori e la povertà delle loro famiglie, che aveva conosciuto di persona, recandosi spesso con il suo Bibliobus nel paesino minerario di Ribolla. Il rapporto con gli abitanti del paesino fu molto stretto e lo segnò profondamente quando il 4 maggio 1954 uno dei pozzi della miniera di lignite della Montecatini esplose uccidendo 43 lavoratori. Per Bianciardi la tragedia segnò la fine di questo periodo della sua vita: accettò infatti l'invito a trasferirsi a Milano in giugno per partecipare alla creazione di una nuova casa editrice, la Feltrinelli.

### Milano e la Feltrinelli: le traduzioni e le prime opere
Nel 1955, mentre cominciava a collaborare con altre testate (Nuovi Argomenti e l'Unità), Bianciardi diventò padre per la seconda volta: nacque Luciana (anche lei figlia di Adria Belardi), che sarebbe stata la prefatrice di alcuni suoi volumi, impegnandosi per il riconoscimento del valore dell'opera del padre, spesso negata dalla critica. Sempre in quell'anno fu raggiunto a Milano dalla compagna Maria Jatosti, e toccò con mano il mito del boom economico, del quale iniziò a constatare le contraddizioni.
L'anno successivo uscì I minatori della Maremma, l'inchiesta scritta in collaborazione con Cassola sui minatori di Ribolla; intanto per Feltrinelli tradusse in pochi mesi Il flagello della svastica di Lord Russell di Liverpool, secondo titolo della neonata casa editrice. Il flagello della svastica fu la sua prima traduzione vera e propria: da questo momento tradurre divenne la sua professione. Trovò piacere, tra le tante pagine da tradurre, dal lavoro sugli scrittori statunitensi: Jack London, William Faulkner, John Steinbeck e Henry Miller. Di quest'ultimo tradusse Tropico del Cancro e Tropico del Capricorno.
Nel 1956 Bianciardi fu licenziato dalla Feltrinelli per scarso rendimento, ma i rapporti con il vecchio datore di lavoro restarono buoni. Nel 1957 uscì per Feltrinelli Il lavoro culturale, primo romanzo di Bianciardi, di ispirazione scopertamente autobiografica, nel quale si racconta con tenue ironia la formazione di un giovane intellettuale di provincia tra il secondo dopoguerra e gli anni della ricostruzione.
Nel 1958 Bianciardi diventò padre per la terza volta: Marcello (figlio di Maria Jatosti) fu il nome del suo secondo figlio maschio.
Nel 1959 pubblicò per Bompiani L'integrazione. Anche questa opera è di ispirazione autobiografica e tratta ironicamente del conflitto di un intellettuale di provincia con l'ambiente e i modi dell'industria editoriale milanese.
Nel 1960, dedicando come era sua abitudine solo il fine settimana alla sua scrittura, si staccò dalla precedente vena pubblicando un romanzo storico di ambientazione risorgimentale: Da Quarto a Torino. Breve storia della spedizione dei Mille. Questo fu il primo di una serie di romanzi in cui reinterpreta fatti e personaggi dell'Unità, contrapponendo agli eventi raccontati dalla storia la realtà concreta dei comportamenti degli uomini in carne e ossa, e ribalta nell'Ottocento alcune realtà dell'Italia a lui contemporanea.

### Il successo deLa vita agra
Nel 1962 Bianciardi, continuando il  filone iniziato con Il lavoro culturale, pubblicò per Rizzoli il romanzo che rimane il suo capolavoro, La vita agra: in esso esprime la sua rabbia verso quel mondo e quella società che definiva "economicamente miracolose". Il romanzo narra la storia di un anarchico che voleva far saltare il palazzo della Montecatini. Ottenne subito un successo amplissimo sia di critica che di pubblico (5 000 copie vendute in una decina di giorni) e rese in pochi mesi Bianciardi uno scrittore famoso.
Il romanzo si inserisce ne La “trilogia della rabbia” (“Il lavoro culturale”, “L’integrazione”, “La vita agra”): è il percorso di un irregolare, capace di vedere la diseducazione sentimentale prodotta dal miracolo economico. «Il protagonista della Vita agra non riesce ad essere un contestatore sessantottino ante litteram, perché è, anch’egli, un individualista, alla ricerca di un gesto esemplare e non di una coscienza collettiva». 
La Rai lo andò a intervistare a casa sua, a Milano, in via Domenichino 2; il regista televisivo Luigi Silori girò un servizio nel quale Bianciardi leggeva la pagina del romanzo che descriveva la sua uscita mattutina per il caffè e le sigarette, straniero in quella città, mentre scorrevano immagini della Milano degli anni sessanta, accompagnate dalla musica jazz di Benny Carter. Il programma ispirò il regista Carlo Lizzani, che nel 1964 diresse Ugo Tognazzi nella trasposizione cinematografica del romanzo, alla cui sceneggiatura partecipò lo stesso Bianciardi che nel film appare in un breve cameo.
Nello stesso periodo e sempre per la Rai, Bianciardi fu intervistato da Giorgio Bocca come conoscitore della vita notturna milanese e degli ambienti frequentati dalla malavita: in particolare dello sferisterio dove si giocava a pelota, citato anche nel romanzo. Il giro per promuovere La vita agra lo prostrò moralmente: la meccanicità della sceneggiata che ogni volta doveva riprodurre per il pubblico finì per mortificarlo e Bianciardi si rifugiò quindi nuovamente nel lavoro di traduttore.

### La chiusura in sé e le ultime opere
Rifiutò una collaborazione fissa al Corriere della Sera, ma accettò di scrivere per Il Giorno, sodalizio che durò fino al 1966. Nel 1966 pubblicò per ABC, settimanale sostenitore delle battaglie civili dell’epoca, sei “lezioni” a puntate per giovani senza talento e che aspirano a una carriera folgorante. Sei “stanze” provocatorie riunite in un volumetto dal titolo “Non leggete i libri, fateveli raccontare” pubblicato nel 2022. Poi la svolta definitiva: abbandonò il genere che gli aveva dato la fama e recuperò il Risorgimento con il romanzo La battaglia soda, che uscì nel 1964 per Rizzoli. Nello stesso anno si trasferì a Sant'Anna di Rapallo, in provincia di Genova, dove cominciò a chiudersi in sé stesso. Fermo nell'intento di non prendere più in mano il filone dell'"incazzato", si dedicò a un lavoro meno entusiasmante, come egli stesso ricorda: «Sto lavorando, ma per la pagnotta... devo ricominciare a lavorare per Il Giorno, che io speravo di evitare, per diversi motivi, collaboro a Le Ore, tutta roba che non mi piace molto, ma che altro vuoi fare? Leggo parecchio, la sera, un po' di tutto... E facciamoci coraggio». Ampliò le sue collaborazioni con riviste non intellettuali: Kent, Executive, Playmen, il Guerin Sportivo e ABC, dove tenne una delle prime rubriche di critica televisiva, TeleBianciardi.
Nel frattempo, nel 1969, uscì per Rizzoli Aprire il fuoco, con il quale concluse la sua epopea di critica sarcastica del mondo intellettuale in cui visse, in forma più matura e con un vago presentimento di conclusione. Dello stesso anno sono Daghela avanti un passo! (pubblicato da Bietti) e Viaggio in Barberia (edito da Editrice dell'Automobile), quest'ultimo scritto quando l'alcol era già entrato a far parte della sua vita. Tradusse Il piccolo grande uomo di Thomas Berger (1964), che Rizzoli pubblicò nel 1971.
Nel 1970 tornò a Milano, ma la sua dipendenza dall'alcol, ormai grave, lo spense prematuramente a 49 anni non ancora compiuti, il 14 novembre 1971.
Nel 1972 esce postuma la sua ultima opera, Garibaldi (Arnoldo Mondadori Editore), avvincente biografia del condottiero italiano.

### La riscoperta
Dopo un periodo di oblio pressoché totale, nel 1993 la biografia di Pino Corrias, Vita agra di un anarchico, edita da Baldini & Castoldi, ne riportò in auge l'opera.
Un secondo tentativo critico per salvare l'autore grossetano dall'oblio fu condotto da ISBN Edizioni e da ExCogita (la casa editrice fondata da Luciana Bianciardi, figlia dello scrittore) con la pubblicazione, nel dicembre 2005, del primo volume della sua opera omnia intitolata emblematicamente L'Antimeridiano, in polemica con la rinomata collana "I Meridiani" di Mondadori, che propone raccolte dei maggiori autori della letteratura di tutti i tempi. Nel gennaio 2008 un secondo volume raccolse l'intera sua produzione giornalistica.

## Riconoscimenti
- 1969 – Grifone d'oro[6]

## Archivio
Il fondo Bianciardi Luciano è costituito da materiale documentario ed è una raccolta interamente realizzata dalla Fondazione omonima, nata nel 1993 a Grosseto. I libri e le riviste sono stati in gran parte acquistati ricorrendo al mercato antiquario, in piccola misura sono donazioni di parenti, amici, conoscenti e appassionati dell'autore. Del fondo fanno parte anche una piccola serie di materiali fotografici e numerosi materiali audiovisivi.

## Opere

### Romanzi
- Il lavoro culturale (1957)
- L'integrazione (1960)
- La vita agra (1962)
- La battaglia soda (1964)
- Aprire il fuoco (1969)

### Saggistica
- I minatori della Maremma (1956), in collaborazione con Carlo Cassola
- Da Quarto a Torino (1960)
- Daghela avanti un passo! (1969)
- Viaggio in Barberia (1969)
- Garibaldi (1972)

### Racconti
I numerosi racconti di Bianciardi, scritti in un periodo che va dal 1956 fino alla morte e pubblicati su varie riviste e giornali, sono stati raccolti dopo la morte dell'autore ed editi secondo una scelta editoriale prima da Rizzoli, con il titolo Il peripatetico e altre storie (1976), e poi da Bompiani con il titolo La solita zuppa e altre storie (1994). I racconti completi, in ordine cronologico di stesura, sono stati pubblicati per la prima volta nel 2005 da Isbn Edizioni ed ExCogita nel volume L'Antimeridiano. Nel 2017 un racconto di Bianciardi è comparso nel volume Meccanoscritto, del Collettivo MetalMente, Wu Ming 2 e Ivan Brentari (Edizioni Alegre). Una versione non censurata del racconto La solita zuppa è uscita nel 2022 per ExCogita con il titolo Imputati tutti. «La solita zuppa»: Luciano Bianciardi a processo.
1956
- La promessa

1958
- Punte di spillo

1960
- Vacanza alla foce

1961
- Il complotto
- Il peripatetico
- Pro Bocca di Magra

1963
- Adorno
- Alle quattro in piazza del Duomo
- I sessuofili
- La vedova Fineschi

1965
- La scoperta dell'America
- La solita zuppa
- Natale con il miele[9]

1966
- La casa al mare
- I re magi
- Il volontario Sbrana
- La pillola

1967
- Un occhio a Cracovia
- Il prigioniero di Bull Run

1968
- Il complesso di Loth
- Exodus
- Il menisco

1969
- Vita in Maremma
- Il traduttore
- I love Mary

1971
- Il prete lungo
- Il ritiro
- Il solo amore

1972
- La mamma maestra[10]

### Diari giovanili
I diari giovanili scritti tra il 1939 e il 1946 sono rimasti inediti fino al 2005, quando gli eredi Luciana ed Ettore Bianciardi ne hanno concesso la pubblicazione, e sono stati inseriti nel primo volume dell'opera omnia L'Antimeridiano. Soltanto i tre brani Quello strano viaggio (storia quasi metafisica), Parliamo ancora di me e Incontro in tre tempi erano stati inseriti nella raccolta di racconti del 1994 di Bompiani, La solita zuppa e altre storie, pur non essendo dei veri e propri racconti.
- Diari universitari 1939-1942, L'antimeridiano. Opere complete. Volume primo, Isbn edizioni & exCogita, 2005.
- Diari di guerra 1944-1946, L'antimeridiano. Opere complete. Volume primo, Isbn edizioni & exCogita, 2005.

### Raccolte di scritti giornalistici
- Chiese escatollo e nessuno raddoppiò, Baldini&Castoldi, 1995.
- La casa al mare. Scritti per Rapallo, a cura della Officina culturale Ramaddan di Rapallo, Il Segnalibro, 1996.
- L'alibi del progresso, ExCogita, 2000.
- Un volo e una canzone, ExCogita, 2002.
- Il fuorigioco mi sta antipatico, Stampa Alternativa, 2006. ISBN 9788872269596.
- Il convitato di vetro - "Telebianciardi", ExCogita, 2007.
- Non leggete i libri, fateveli raccontare. Sei lezioni per diventare un intellettuale dedicate in particolare ai giovani privi di talento, Stampa Alternativa, 2008.
- Potevo fare il trequartista, Gog Edizioni, 2021.
- Tutto sommato. Scritti giornalistici 1952-1971, prefazione di Michele Serra, Milano, ExCogita, 2022.

### Opera omnia
- L'antimeridiano. Opere complete. Volume primo, Isbn edizioni & exCogita, 2005. ISBN 9788876380303.
- L'antimeridiano. Opere complete. Volume secondo, Isbn edizioni & exCogita, 2007. ISBN 9788876380396.
- Il cattivo profeta. Romanzi, racconti, saggi e diari, Il Saggiatore, 2018. ISBN 9788842824305.

### Trasposizioni cinematografiche
- La vita agra, regia di Carlo Lizzani (1963)
- Il merlo maschio, regia di Pasquale Festa Campanile (1971), tratto dal racconto Il complesso di Loth

## Bianciardi in altre lingue
La lista che segue elenca tutte le edizioni delle opere di Bianciardi tradotte in altre lingue.

### Esperanto
- La kultura laboro (Il lavoro culturale), ExCogita, Milano, 2007; traduzione di Pier Vittorio Orlandini.
- Vivo agaca (La vita agra), ExCogita, Milano, 2008; traduzione di Carlo Minnaja.
- La integrigo (L'integrazione), ExCogita, Milano, 2011; traduzione di Carlo Minnaja.
- Ekpafi (Aprire il fuoco), ExCogita, Milano, 2011; traduzione di Carlo Minnaja.

### Francese
- La vie aigre (La vita agra), Julliard, Parigi, 1964; traduzione di Jacqueline Brunet.
- La vie aigre (La vita agra), Arles, Parigi, 2007; traduzione di Béatrice Arnal.

### Inglese
- La vita agra: or, It's a hard life, Hodder and Stoughton, Londra, 1965; traduzione di Eric Mosbacher.
- La vita agra. It's a hard life, Viking Press, New York, 1965; traduzione di Eric Mosbacher.

### Spagnolo
- La vida agria (La vita agra), Monte Ávila, Caracas, 1968; traduzione di Jorge Capello.
- Abrir el fuego (Aprire il fuoco), Monte Ávila, Caracas, 1970; traduzione di Eugenio Guasta.
- La vida agria (La vita agra), Errata naturae, Madrid, 2012; traduzione di Miguel Ros González.
- El trabajo cultural (Il lavoro culturale), Errata naturae, Madrid, 2017; traduzione di Miguel Ros González.
- La integración (L'integrazione), Errata naturae, Madrid, 2018; traduzione di Miguel Ros González.

### Tedesco
- Das saure Leben (La vita agra), Herbig, Berlino, 1967; traduzione di Marlis Ingenmey.
- “Homer und Eisscholle” [il racconto intitolato "Omero" o "Adorno"] in Die Katze die aus Rom kam : Geschichten aus Italien für Kinder und Erwachsene / Marlis Ingenmey ; herausgegeben und aus dem Italienischen übertragen von Marlis Ingenmey ; mit vielen Bildern von Günther Stiller, Recklinghausen : Georg Bitter, 1969

## Omaggi
- Nel film Auguri professore (1997) di Riccardo Milani, il protagonista, interpretato da Silvio Orlando, è un professore di lettere che insegna nell'Istituto Tecnico Luciano Bianciardi.
- Il gruppo musicale italiano Baustelle ha dedicato a Bianciardi la canzone Un romantico a Milano (2006). Il gruppo aveva però già omaggiato lo scrittore nel 2000 nell'album Sussidiario illustrato della giovinezza: l'ottava traccia, Cinecittà, cita La vita agra di Bianciardi, ponendola in antitesi con La dolce vita di Fellini, mentre sulla copertina del disco è visibile una copia del libro.
- Nella serie televisiva Tutti pazzi per amore (2008-2012) i figli dei protagonisti frequentano il Liceo Luciano Bianciardi.
- I Cani citano Bianciardi nella canzone Storia di un artista contenuta nell'album Glamour.
- Le prime scene del documentario di Giovanni Vento Cronaca di una delusione (1964) seguono Bianciardi tra i "torracchioni" del centro direzionale Montecatini, a cui l'Autore si riferisce nel suo romanzo La vita agra.
- Degno di nota il documentario Bianciardi! (2007), a cura di Massimo Coppola.[11]

### La vita
- Maria Clotilde Angelini, Luciano Bianciardi, Firenze, La Nuova Italia, 1980.
- Alvaro Bertani, Da Grosseto a Milano: la vita breve di Luciano Bianciardi, Milano, ExCogita, 2007 (ISBN 978-88-89727-33-1).
- Pino Corrias, Vita agra di un anarchico, Luciano Bianciardi a Milano, Milano, Baldini Castoldi Dalai, 2008 (ISBN 978-88-6073-294-1).
- Maria Jatosti, Tutti d'un fiato, Editori Riuniti, 1977 (ora anche Stampa Alternativa, 2012)
- Maria Jatosti, Per amore e per odio, San Cesario di Lecce, Manni, 2011.
- Mario Terrosi, Bianciardi com'era. Lettere di Luciano Bianciardi ad un amico grossetano, Grosseto, Il Paese Reale, 1974.
- Mario Terrosi, Luciano Bianciardi. L'intellettuale disinitegrato, Ianua, 1985.
- Storia della letteratura Italiana, vol. 18, Il secondo Novecento, ed. speciale per Il Sole 24 Ore, Pioltello, Salerno Editrice.
- Irene Blundo, Bianciardi d'essai. La vita agra di Luciano Bianciardi a Grosseto raccontata da Isaia Vitali, Mario Dondero, Maria Jatosti, Stampa Alternativa, 2015.

### Le opere
- Irene Gambacorti, Luciano Bianciardi: bibliografia 1948-1998, Quaderni della Fondazione Luciano Bianciardi, n.8, Firenze, Società editrice fiorentina, 2001, pp. 339 (ISBN 8887048274).
- Velio Abati, La nascita dei "Minatori della Maremma": il carteggio Bianciardi-Cassola, Quaderni della Fondazione Luciano Bianciardi, n.5, Firenze, Giunti (ISBN 8809215540).
- Giacinto Spagnoletti, Storia della Letteratura Italiana del Novecento, Newton Compton, pp. 960.
- Antonella De Nicola “La fatica di un uomo solo. Sondaggi nell’opera di Luciano Bianciardi traduttore”, Firenze, Società Editrice Fiorentina, 2007.

### Letteratura critica
- Rinaldo Rinaldi, Romanzo come deformazione : autonomia ed eredita gaddiana in Mastronardi, Bianciardi, Testori, Arbasino, Milano : Mursia, c1985
- Antonio Areddu, Lo scrittore Luciano Bianciardi letto dallo storico Silvio Lanaro, in “Nero su Bianco”, n° 9, 10 giugno 1990, Grosseto, p. 26.
- Antonio Areddu, La ristampa del "Lavoro culturale" di Luciano Bianciardi. Non abbiamo conosciuto Luciano Bianciardi, in “Nero su Bianco”, n° 5, Grosseto, 11 aprile 1991, p. 30
- Pier Francesco Borgia, La metamorfosi stilistica nella prosa di Luciano Bianciardi, Settimo Milanese : Marzorati, 1991.
- Luciano Bianciardi tra neocapitalismo e contestazione : convegno di studi per il ventennale della morte promosso dalla Camera del lavoro di Grosseto : Grosseto, 22-23 marzo 1991 / a cura di Velio Abati … [et al.], Roma : Editori riuniti, 1992
- Scrittori e cinema tra gli anni '50 e '60, atti del convegno di studi promosso dalla Fondazione Luciano Bianciardi, Grosseto, 27-28 ottobre 1995, Quaderni della Fondazione Luciano Bianciardi, n.4, Firenze, Giunti, 1997
- Giuseppe Muraca, Utopisti ed eretici nella letteratura italiana contemporanea. Saggi su Silone, Bilenchi, Fortini, Pasolini, Bianciardi, Roversi e Bellocchio, Soveria Mannelli, Rubbettino, 2000.
- Gian Carlo Ferretti, La morte irridente : ritratto critico di Luciano Bianciardi uomo giornalista traduttore scrittore, Lecce : Piero Manni, 2000
- Giovanni Paoloni e Cristina Cavallaro. (a cura di), Dal Bibliobus alla grossa iniziativa: Luciano Bianciardi, la biblioteca, la casa editrice nel dopoguerra : atti del Convegno internazionale di studi per l’ottantesimo della nascita, Viterbo-Grosseto 21-22 novembre 2004, Manziana : Vecchiarelli, 2004
- Carlo Varotti (a cura di), La parola e il racconto. Scritti su Luciano Bianciardi, Bologna, Bononia University Press, 2005.
- Luciana Bianciardi (a cura di), Dossier Luciano Bianciardi; con lettere inedite di Luciano Bianciardi ; fotobiografia di Alvaro Bertani ; e saggi di Fabio Norcini, Paolo Pasi e Giuseppe in: Il caffè illustrato. Bimestrale di parole e immagini, n. 42, maggio/giugno 2008
- Milli Graffi, "Il piacere del testo nella Vita agra di Bianciardi", in "agro Bianciardi", Il Verri n.37, giugno 2008, Milano, Monogramma.
- Maria Antonietta Grignani, "Aprire il fuoco: epilogo di una scrittura in esilio", in "agro Bianciardi", Il Verri n.37, giugno 2008, Milano, Monogramma.
- Antonio Loreto, "Milanesi in rivolta. Luciano Bianciardi e l'asse Valera-Balestrini", in "agro Bianciardi", Il Verri n.37, giugno 2008, Milano, Monogramma.
- Paolo Zublena, "Dentro e fuori la scrittura anarchica. La lingua della Vita agra di Bianciardi", in "agro Bianciardi", Il Verri, n. 37, giugno 2008, Milano, Monogramma.
- Marta Mazza, I fannulloni frenetici. Luciano Bianciardi e l'editoria, Pisa, Felici Editore, 2009 (ISBN 978-88-6019-323-0).
- Jole Soldateschi, Il tragico quotidiano : Papini, Palazzeschi, Cassola, Bianciardi, Firenze : Mauro Pagliai, 2010
- Bianciardi, Ottocento come Novecento : dalla letteratura al dibattito civile : 14/15 novembre 2008, Sala Pegaso, Palazzo della Provincia, Grosseto / a cura di Luciana Bianciardi, Arnaldo Bruni, Massimiliano Marcucci, Milano : ExCogita, 2010 (Quaderni della Fondazione Luciano Bianciardi)
- Giuseppe Muraca, Luciano Bianciardi. Uno scrittore fuori dal coro, Pistoia, Centro di Documentazione, 2012.
- Antonio Armano, Maledizioni : processi, sequestri e censure a scrittori e editori in Italia dal dopoguerra a oggi, anzi domani, Torino : Aragno, 2013
- La vipera che ‘l melanese accampa : Luciano Bianciardi, Grosseto e La vita agra : Due giornate di studio per i 50 anni de la vita agra e i 90 anni dalla nascita di Luciano Bianciardi, a cura di Arnaldo Bruni, Raoul Bruni, Massimiliano Marcucci, Nicola Turi, Milano : ExCogita, 2014. (Quaderni della Fondazione Luciano Bianciardi)
- Nicolas Martino, Do you remember Bianciardi?, in alfabeta2, 13 giugno 2015.
- Gian Paolo Serino (cura), Luciano Bianciardi : il precario esistenziale, Firenze : Clichy, 2015
- Massimiliano Tursi, Luciano Bianciardi : i luoghi, il tempo, le parole, Milano : ExCogita, 2015 (Quaderni della Fondazione Luciano Bianciardi)
- Elisabetta Francioni, Luciano Bianciardi bibliotecario a Grosseto (1949-1954), Roma : Associazione italiana biblioteche, 2016
- Arnaldo Bruni, Io mi oppongo : Luciano Bianciardi garibaldino e ribelle, Ariccia : Aracne, 2016
- Carlo Varotti, Luciano Bianciardi, la protesta dello stile, Roma : Carocci, 2017
- Sandro Montalto, Bianciardi : una vita in rivolta, Milano ; Udine : Mimesis, 2018
- Una vita agra : Luciano Bianciardi dal Lavoro culturale a Aprire il fuoco : Firenze Biblioteca Comunale delle Oblate, 10 novembre 2016 - 9 febbraio 2017, a cura di Arnaldo Bruni e Elisabetta Francioni; premessa di Arnaldo Bruni. - Milano : ExCogita, 2018 (Quaderni della Fondazione Luciano Bianciardi)
- Tiziano Arrigoni, La dinamite nella valigia : viaggio nell’Italia di Luciano Bianciardi, Piombino : La Bancarella, 2019
- Giorgio Costa, Il monoscopio opaco : riflessioni su Luciano Bianciardi, Milano : XY.IT, 2020
- Il lavoro culturale ieri e oggi : atti del convegno, a cura di Arnaldo Bruni, Milano : ExCogita, 2020 (Quaderni della Fondazione Luciano Bianciardi)
- Sandro de Nobile, Il più grande centromediano mai esistito. Luciano Bianciardi e lo sport, Chieti : Solfanelli, 2022
- Antonello Lombardi, Luciano Bianciardi: la trilogia della rabbia, in "Nuova informazione bibliografica, Il sapere nei libri" 4/2024, Il Mulino, pp. 457-486.